# フィリップ1世・ド・クルトネー

ラテン皇帝の紋章

フィリップ1世・ド・クルトネー（フランス語：Philippe I de Courtonay, 1243年 - 1283年12月15日）は、名目上のラテン帝国皇帝（在位：1273年 - 1283年）。1261年にすでにコンスタンティノープルは東ローマ帝国に奪還されており、フィリップ1世は亡命生活を送りギリシャの十字軍国家でのみ皇帝として認められていた。

## 生涯
フィリップ1世はラテン帝国皇帝ボードゥアン2世とマリー・ド・ブリエンヌの間の息子としてコンスタンティノープルで生まれた。
子供の頃、父ボードゥアン2世はラテン帝国を保持するための金を工面するため、フィリップをヴェネツィアの商人に担保として預けた。しかし、1261年に帝国はニカエア帝国に奪われた。
1267年のヴィテルボ条約において、ボードゥアン2世は息子フィリップをシチリア王カルロ1世とベアトリス・ド・プロヴァンスの娘ベアトリスと結婚させることに同意した。
フィリップとベアトリスの結婚式は、1273年10月にフォッジャにおいて行われた。その後まもなくしてボードゥアン2世は死去し、フィリップが名目上のラテン皇帝位を継承した。フィリップはギリシャにおける十字軍国家には皇帝として認められたものの、実権はアンジュー家のナポリ・シチリア王に握られていた。フィリップは1283年にヴィテルボで死去した 。

## 子女
- カトリーヌ（1274年 - 1307年） - 名目上のラテン帝国女帝（1283年 - 1307年）。1301年にヴァロワ伯シャルルと結婚[1]。